# VIA C7
C7 — процессор (ядро Esther), анонсированный компанией VIA Technologies в июне 2005 года. Выполнен на 90-нм технологии с использованием SOI.

## Характеристики
- Технология производства: 90 нм
- Тактовые частоты 1,0/1,2/1,5/1,6/1,8/2,0 ГГц
- Частота системной шины: 400/800 МГц
- Энергосберегающая технология: PowerSaver
- Исполнение корпуса: NanoBGA2 footprint
- Поддерживаемые инструкции: MMX/SSE/SSE2/SSE3
- Объём внутреннего кэша: 128/128K L1/L2
- Встроенный генератор случайных чисел (RNG)
- Аппаратная поддержка алгоритмов шифрования: AES/SHA-1
- Максимальная температура корпуса 100 °C